# جيوفاني جارا
جيوفاني جارا (بالإسبانية: Geovanny Jara)‏ هو مدرب كرة قدم ولاعب كرة قدم كوستاريكي في مركز الدفاع، ولد في 20 يوليو 1969 في بونتاريناس ‏ في كوستاريكا. شارك مع منتخب كوستاريكا لكرة القدم. أما مع النوادي، فقد لعب مع نادي رامونينسي.

## وصلات خارجية
- جيوفاني جارا على موقع الاتحاد الدولي (مؤرشف)  (الإنجليزية)
- جيوفاني جارا على موقع قاعدة بيانات كرة القدم.إي يو (الإنجليزية)
- جيوفاني جارا على موقع ناشيونال فوتبول تيمز (الإنجليزية)
- جيوفاني جارا على موقع Soccerway.com (الإنجليزية)